# Kalmasaari (ö i Norra Karelen, Pielisen Karjala)
Kalmasaari är en ö i Finland. Den ligger i sjön Koppelojärvi och i kommunen Valtimo i den ekonomiska regionen  Pielinen-Karelen  och landskapet Norra Karelen, i den centrala delen av landet, 400 km nordost om huvudstaden Helsingfors. Öns area är 1,1 hektar och dess största längd är 190 meter i öst-västlig riktning.